# كولن كار
كولن كار (بالإنجليزية: Colin Carr)‏ هو معلم موسيقى بريطاني، ولد في 25 أكتوبر 1957 في ليفربول في المملكة المتحدة.

## وصلات خارجية
- كولن كار على موقع ميوزك برينز (الإنجليزية)
- كولن كار على موقع أول ميوزيك (الإنجليزية)
- كولن كار على موقع ديسكوغز (الإنجليزية)